# Générac, Gard
Générac är en kommun i departementet Gard i regionen Occitanien i södra Frankrike. Kommunen ligger i kantonen Saint-Gilles som tillhör arrondissementet Nîmes. År 2022 hade Générac 4 039 invånare.

## Befolkningsutveckling
Antalet invånare i kommunen Générac
Referens:INSEE